# Fonólito

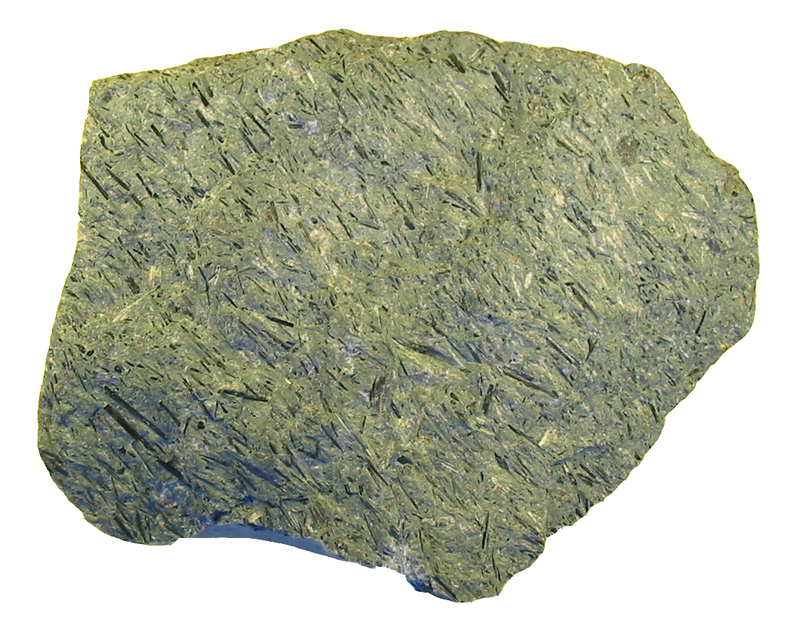
Amostra de fonólito aegirínico de coloração cinzento-esverdeada com finas marcas lineares. Os minerais prismático escuros são fenocristais de aegirina.

Fonólito, ou fonolito (do grego: φωνή ‚som‘, λίθος ‚pedra‘, literalmente pedra do som, por ressoar quando percutido), é uma rocha vulcânica pouco comum, de carácter alcalino, leucocrática, de composição química intermédia entre as rochas félsicas e máficas, com textura que varia de afanítica a porfirítica.

## Descrição
Os fonólitos são rochas extrusivas relativamente raras dada a sua composição química intermédia, já que apesar de leucocráticas estão quimicamente a meio termo entre as composições félsicas e máficas.
Sendo uma rocha vulcânica insaturada em sílica, o que é manifestado pela presença de feldspatóides, o fonólito é tradicionalmente considerado o equivalente extrusivo do sienito-nefelínico. Contudo, há que ter presente que existem fóide-sienitos ricos em outros feldspatóides, como é o caso do sienito leucítico, sendo por isso necessário ao referir o membro extrusivo indicar na forma de prefixo o nome do feldspatóide presente na rocha.
Sendo o fonolito uma rocha extrusiva, formada quando um magma atinge a superfície durante uma erupção vulcânica, estando por isso sujeito a um rápido arrefecimento, a cristalização é imperfeita, resultando na formação pequenos cristais e eventualmente de massas de textura vítrea. A textura resultante  varia de afanítica (grão fino) a porfirítica (mistura de grão fino e grosseiro), sendo que em geral ocorrem pequenos fenocristais esparsos pela massa vítrea.
O nome «fonolito» tem como etimologia as palavras gregas φωνή (phonos), «som», e  λίθος (lithos), «pedra», significando literalmente «pedra do som», uma alusão ao som metálico emitido pela rocha quando percutida.

## Génese
Excepcionalmente, os fonolitos formam-se a partir de magmas com um teor relativamente baixo de sílica, gerados por baixos graus de fusão parcial (menos de 10%) de rochas altamente aluminosas das camadas inferiores da crusta, entre as quais o tonalito, o monzonito e algumas rochas metamórficas.
Em resultado da fusão parcial daquelas rochas, a um grau muito baixo, é promovida a libertação de alumínio, de potássio, de sódio e de cálcio através da fusão de feldspatos, com algum envolvimento de minerais máficos. Porque a rocha é subsaturada em sílica, não apresenta quartzo ou outros cristais de sílica e é dominado por minerais feldspatoides com baixo teor de sílica, os quais substituem na sua composição mineral os minerais de feldspato.
São poucos os processos geológicos e os eventos tectónicos que podem levar à fusão das rochas precursoras necessárias para formar os fonolitos. Entre esses processos e eventos inclui-se a presença de vulcanismo associada a pontos quentes intracontinentais, em geral quando a pluma mantélica está sob áreas recobertos por uma espessa crusta continental.
Granitos do tipo A e províncias ígneas alcalinas geralmente ocorrem na presença de fonolitos. O baixo grau de fusão parcial da parte inferior das placas tectónicas de material granítico em cinturões orogénicos de colisão também pode produzir fonolitos.

## Mineralogia e petrologia

Esquema de classificação em diagrama TAS (alcalis totais vs. sílica).

A mineralogia básica dos fonolitos é constituída por feldspatos alcalinos (principalmente ortoclase), mais raramente sanidina, feldspatóides (principalmente nefelina) e piroxenas sódicas (a aegirina predomina, mais raramente aegirina-augite).
Há uma gama diversa de minerais acessórios raros que podem aparecer nestas rochas, entre os quais feldspatoides como a sodalite, a leucite e a analcite, além de diversos outros silicatos raros, entre os quais hauynite, lamprofilite e arfvedsonite. É frequente a presença de zeólitos, genéticos ou pós-magmáticos.
Por se tratar de uma rocha alcalina insaturada em sílica, é impossível a presença de quartzo em equilíbrio químico. As plagioclases são raras, mas quando presentes o mais comum é a presença de seu membro extremo mais sódico, a albite.
O fonolito é o equivalente de grão fino do sienito nefelínico, sendo ambos produtos da fusão parcial de rochas da base da crusta, insaturados em sílica e com feldspatoides na sua mineralogia normativa.
A composição mineral das ocorrências de fonolito são geralmente abundantes em feldspatoides (nefelina, sodalite, hauynite, leucite e analcite) e feldspatos alcalinos (sanidina, anortoclase ou ortoclase), e escassas em plagioclases sódicas.  Biotite, anfíbolas ricas em sódio e piroxenas, em conjunto com olivinas ricas em ferro são os minerais menores comuns. As fases acessórias incluem titanite, apatite, coríndon, zircão, magnetite e ilmenite.

## Ocorrências

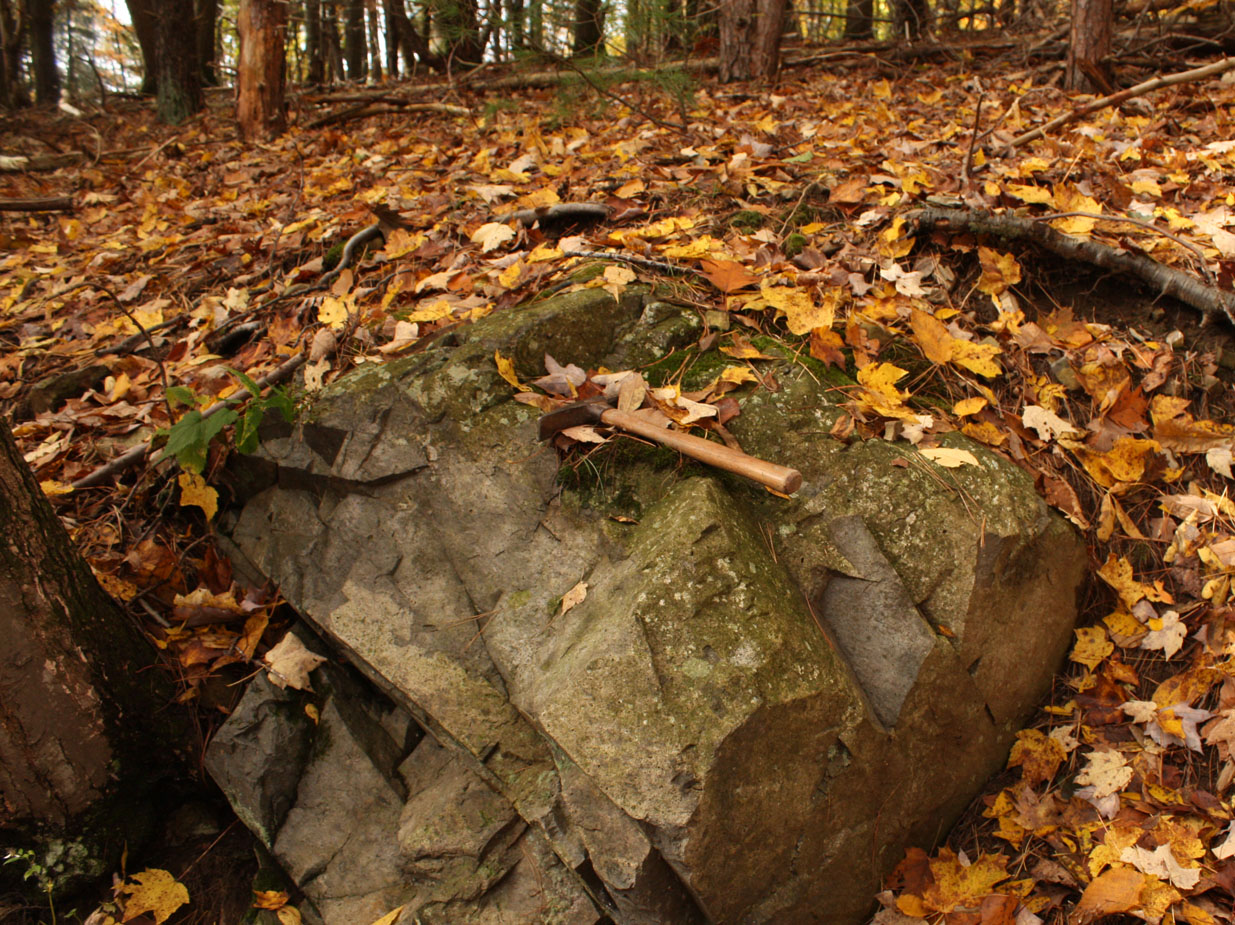
Afloramento de fonolito no Beemerville Complex, New Jersey.

Os sienitos nefelínicos e os fonolitos têm ampla distribuição pela superfície da Terra, ocorrendo no Canadá, Noruega, Gronelândia, Suécia, Itália, nos Montes Urais, nos Pirenéus, Eifel e Kaiserstuhl na Alemanha, Brasil, região do Transvaal, no complexo ígneo de Magnet Cove em Arkansas, no Beemerville Complex de New Jersey, bem como em ilhas oceânicas como as Canárias.
Rochas nefelino-normativas ocorrem em estreita associação com o Bushveld Igneous Complex, possivelmente formadas pela fusão parcial das rochas encaixantes adjacentes à grande intrusão estratificada ultramáfica.
No Brasil, o fonólito como rocha caracteristicamente alcalina encontra-se distribuído, principalmente, em províncias alcalinas. Um local de ocorrência notável é Poços de Caldas, Minas Gerais. Outro local onde ocorrem fonolitos é no arquipélago vulcânico de Fernando de Noronha. Também ocorre em Lages, (SC), embora sejam fonólitos porfiríticos que se caracterizam quimicamente por apresentarem teores de Na2O variando de 6,22% até 9,22% e teor de K2O que varia de 4,60% até 7,37%, com baixo teor SiO2 (variando de 51,6% até 56,7%).
Entre os exemplos de ocorrência de fonolitos apontam-se aqui alguns:
- Devils Tower, Wyoming, Estados Unidos, um exemplo marcante de fonolito com disjunção colunar;[13]
- Dunedin, Nova Zelândia;[14]
- Bořeň, noroeste da República Checa
- Hoodoo Mountain, noroeste da British Columbia, Canadá;
- Jebel Nefusa, Líbia;[15]
- Teide, um estratovulcão na ilha de Tenerife;[16]
- Mont Gerbier de Jonc, sudeste da França;
- O lago de lava fonolítico de Monte Erebus, ilha de Ross, Antárctica;
- Chaminé fonolítica de Cripple Creek & Victor Gold Mine;
- Montiferru, Sardenha.
- Pedra Sonora - Serrinha do Alambari (Resende/RJ)

## Importância económica
Os fonólitos podem ser usados para alvenarias de pedra e para a produção de britas e agregados.
Raramente, sienitos e fonolitos ricos em nefelina em complexos de rochas alcalinas aparecem associados a mineralização com interesse económico com minério de terras raras, urânio e fosfatos, como ocorre em Phalaborwa, África do Sul.
Tufos fonolíticos foram utilizados como fonte de sílex para ferramentas e armas pelas populações pré-históricas de Hohentwiel e Hegau, Alemanha.
Pedaços de fonolito podem ser separados em placas de dimensões adequadas para serem usadas como telhas no lugar das tradicionais ardósias para telhados. Esse uso ocorre na região do Maciço Central, especialmente no departamento de Haute Loire.